# Kleinzschachwitz

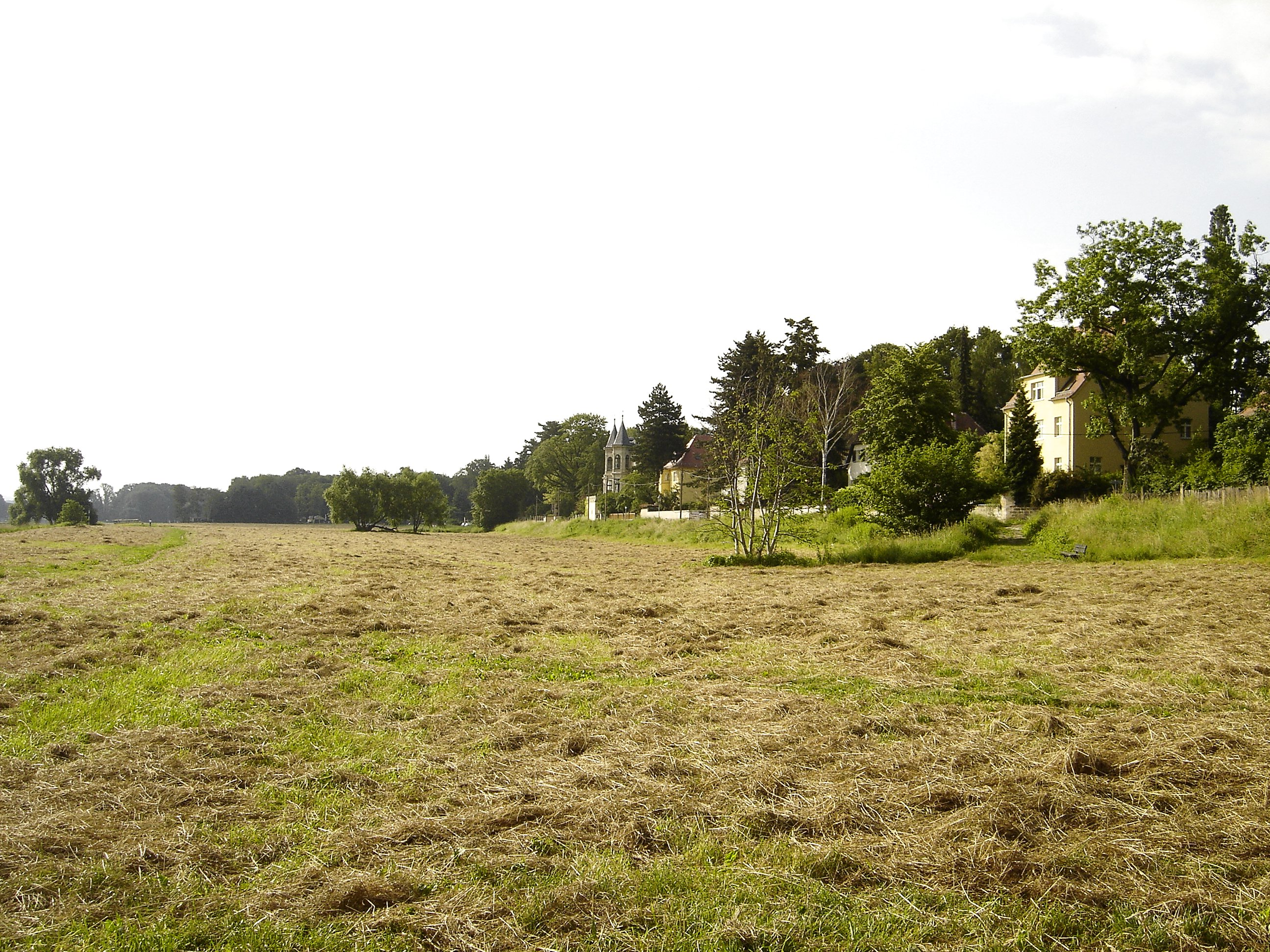
Kleinzschachwitzer Ufer und Elbwiesen

Kleinzschachwitz ist ein Stadtteil im Südosten der sächsischen Landeshauptstadt Dresden im Stadtbezirk Leuben. Dieser erstreckt sich entlang des Südufers der Elbe gegenüber dem Stadtteil Pillnitz. Gemeinsam mit Zschieren und Meußlitz bildet er den statistischen Stadtteil Kleinzschachwitz.
Der Stadtteil gehört wegen seiner lockeren Bebauung mit Ein- und Mehrfamilienhäusern sowie Villen zu den besten Wohngegenden der Stadt. Seine Lage gegenüber dem Schloss Pillnitz im Dresdner Elbtal wertet den Stadtteil als Wohnstandort zusätzlich auf.
Kleinzschachwitz ist über die Straßenbahnlinie 2 direkt mit dem Stadtzentrum verbunden. Mittels der Buslinien 86 und 88 sind darüber hinaus nahe gelegene Stadtteile und die Stadt Heidenau erreichbar. Die Schlossfähre, die auch Autos übersetzt, verbindet Kleinzschachwitz mit Pillnitz.

## Geschichte
In einer Kaufurkunde des Klosters Altzella wurde Kleinzschachwitz am 6. Juli 1310 erstmals als „villa Schyzewycz“ erwähnt. Nach einer zwischenzeitlichen Bezeichnung „Zscheisewitz“ setzte sich Mitte des 19. Jahrhunderts der Name Kleinzschachwitz in Unterscheidung zum benachbarten Großzschachwitz durch.
Zeitweise wüst geworden, entstanden im Ortsbereich in der zweiten Hälfte des 17. Jahrhunderts erneut Gebäude. 1721 wurde die Fähre zum auf der anderen Elbseite liegenden Schloss Pillnitz geschaffen. Für die Fährleute, bis 1911 ausschließlich Angehörige der sächsischen Armee, errichtete man die heute als Gaststätte genutzte, burgartige Pontonierkaserne am Elbufer.
Der russische Fürst Nikolai Abramowitsch Putjatin siedelte sich 1797 in Kleinzschachwitz an, wo er bis zu seinem Tod 1830 lebte. Hier erbaute der Fürst nach eigenen Plänen ein Landhaus im extravaganten Stil mit 16 Balkonen und einem kleinen Turm zur Wetterbeobachtung („Storchennest“).
Bis Mitte des 19. Jahrhunderts bestand das Dorf lediglich aus wenigen Häusern rund um den heutigen Dorfplatz Altkleinzschachwitz. 1886 erhielt Kleinzschachwitz eine eigene Station der Dampfschifffahrt, womit der ruhig gelegene Ort als Wohnsitz für wohlhabende Dresdner und als Ausflugsziel interessant wurde. 1901/02 wurde das repräsentative Rathaus Kleinzschachwitz errichtet. Im Jahr 1936 erfolgte eine direkte Anbindung an Dresden mit der Straßenbahn, die bis dahin (seit 1906) nur in Richtung Niedersedlitz im Rahmen der Dresdner Vorortsbahn bestand.
Am 1. April 1921 erfolgte die Eingemeindung zur Stadt Dresden.

## Sehenswürdigkeiten

### Putjatin-Villa „Storchennest“

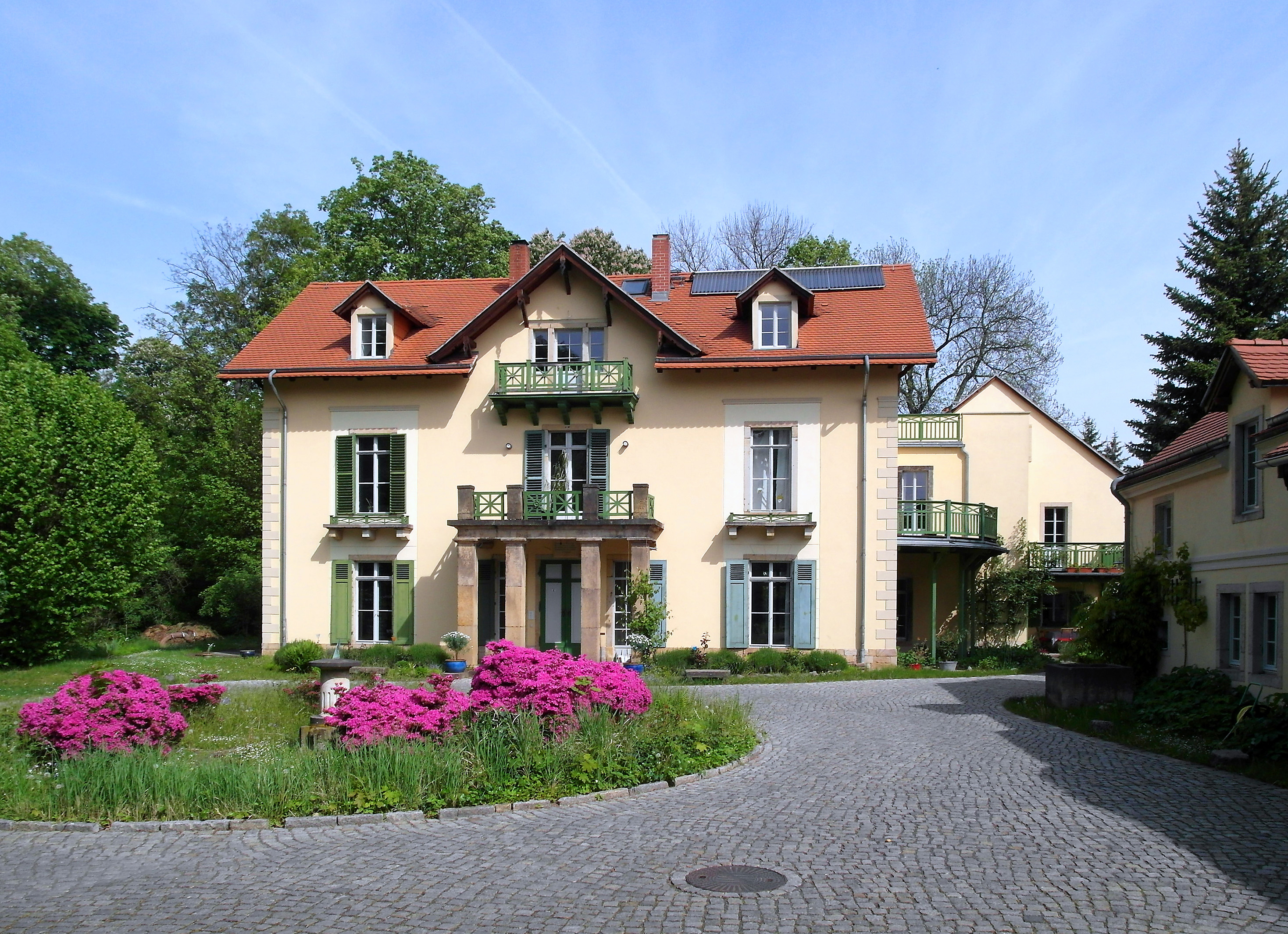
Villa Storchennest

In der heutigen Putjatinstraße 26 steht das Landhaus „Storchennest“ des Fürsten Nikolai Abramowitsch Putjatin. Der in Kiew geborene Fürst aus dem Herrscherhaus der Rurikiden musste nach einem Skandal den russischen Hof verlassen. So kam der Adlige nach Kleinzschachwitz und baute sich ab 1797 eine sonderbare Villa, um seiner lungenkranken Tochter gesunde Landluft zu bieten. Vor seinem Umbau zierten 16 Balkone und eine große Dachterrasse die Villa. Der Turm wurde „Storchennest“ genannt und diente als Wetterstation. Zeitweise gab es eine Rutsche vom Obergeschoss in den Park. Die Welt verdankt Putjatin viele Erfindungen, wie z. B. seine Sägemaschine für Würfelzucker. Der Mann sei doch reichlich „mentekapt“ (hat nicht alle Tassen im Schrank), wird König Friedrich August I. von Sachsen zitiert.

### Putjatinhaus

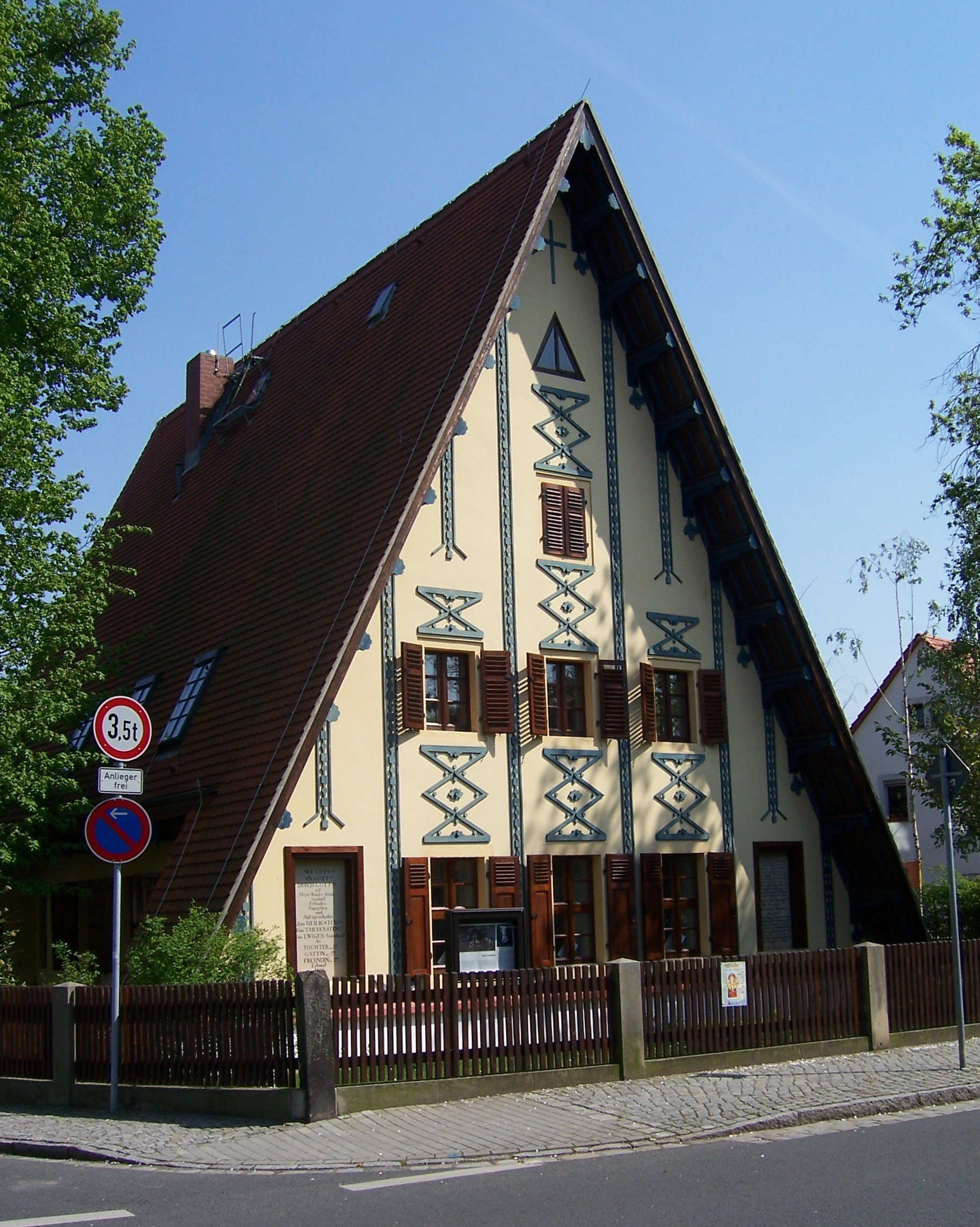
Das Putjatinhaus in Kleinzschachwitz

Das Putjatinhaus ist die ehemalige Kleinzschachwitzer Dorfschule, gestiftet durch den russischen Fürsten Nikolai Abramowitsch Putjatin. Gegen geistige Verarmung und Nivellierung ließ Putjatin 1822 auf seine Kosten für Großzschachwitz und Kleinzschachwitz ein Schulhaus errichten, das wie ein Kartenhaus aussieht und im altrussischen Stil gehalten ist. Die Pläne dazu entwarf er selbst. Es ist heute ein soziokulturelles Zentrum.

### Fährhaus Kleinzschachwitz (ehemals Pontonierkaserne)
1721 richtete man eine Fähre zum Schloss Pillnitz ein, die 1765 als „Fliegende Fähre“ mit Gierseilantrieb ausgestattet wurde, bis 1849 jedoch lediglich von Angehörigen des Hofes benutzt werden konnte. Für die Fährleute, bis 1911 ausschließlich Angehörige der sächsischen Armee, entstand die heute als Gaststätte genutzte burgartige Pontonierkaserne am Elbufer.

### Therese-Malten-Villa
Die Therese-Malten-Villa mit Remise und Garten in der Wilhelm-Weitling-Straße 3 wurde 1892–1893 für die königliche Kammersängerin Therese Malten (1853–1930) errichtet.

### Gefallenendenkmal Kleinzschachwitz
Das Denkmal wurde für die Opfer des Ersten Weltkrieges errichtet.

### Grabstätte der Zwangsarbeiter auf dem Stephanusfriedhof
Im örtlichen Außenlager des Rüstungsbetriebs der Mühlenbau und Industrie AG (MIAG) Braunschweig waren Häftlinge des KZ Flossenbürg im Zeitraum von 1943 bis 1945 zur Zwangsarbeit verpflichtet. In den Jahren 1944/45 verstarb ein Teil der Häftlinge unter den unmenschlichen Bedingungen der Haft. Insgesamt weist die Liste der verstorbenen 45 Häftlinge aus, einer davon wurde im Bestattungstagebuch namentlich geführt. Die Toten sind heimlich unter Aufsicht der SS verscharrt worden. Manchmal geschah dies Nachts auf Nebenwegen des Friedhofs. Im Januar 1952 wurde an der Stelle des ehemaligen Eingangstores neben der Hauptallee eine Grabstätte geschaffen. Hier setzte man die exhumierten sterblichen Überreste der Häftlinge bei (6 Franzosen, 3 Italiener, 31 Polen, 1 Tscheche, 1 Deutscher, 1 Österreicher, 1 Kirgise, 1 unbekannte Nationalität).

### Denkmal für Fürst Putjatin

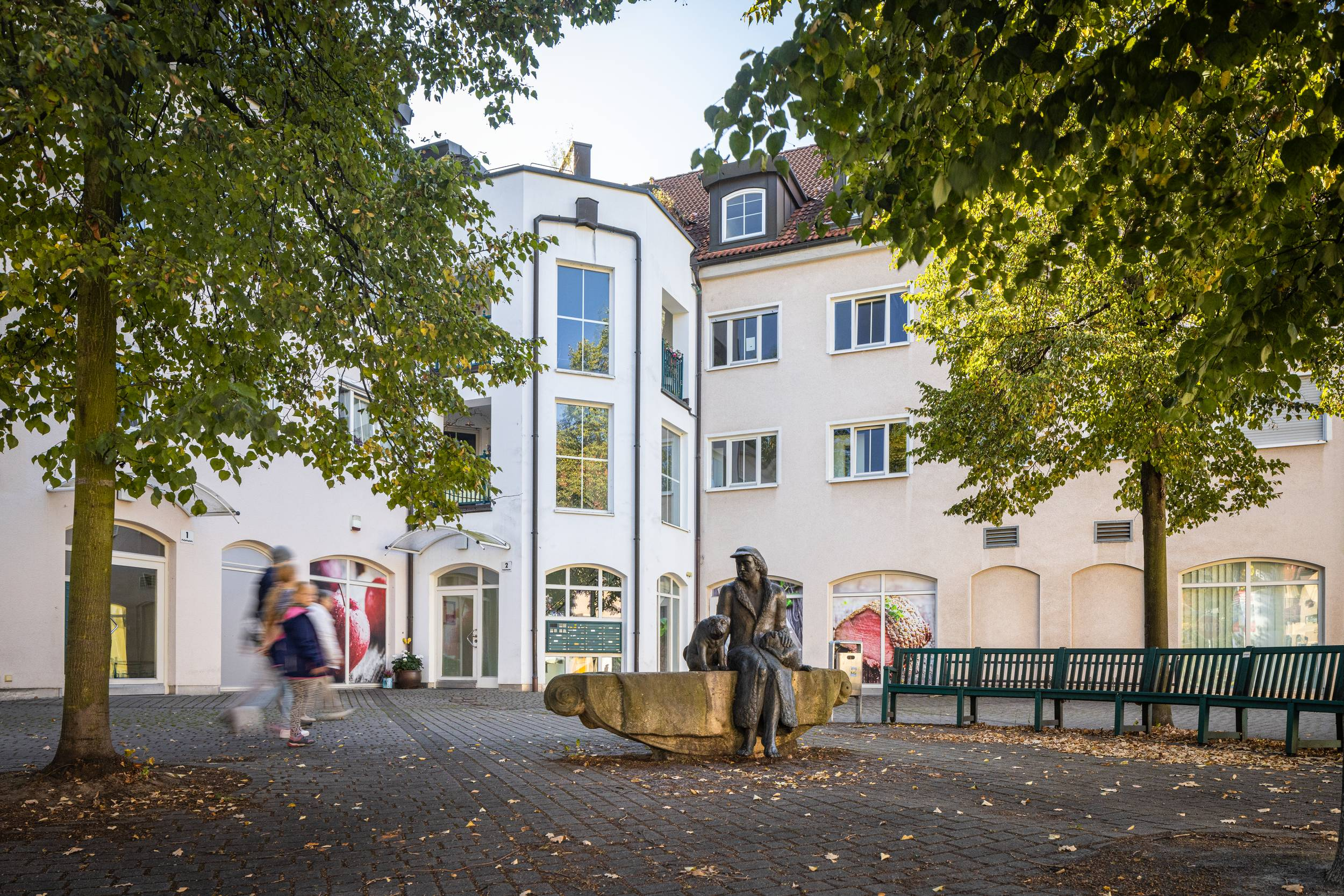
Der Pjutatinplatz mit dem Pjutatindenkmal

Am 7. November 1997 wurde zur Erinnerung an sein Wirken für die Gemeinde auf dem Putjatinplatz in Kleinzschachwitz eine Bronzeplastik des Fürsten eingeweiht, auf einem Sandsteinsockel sitzend, geschaffen von dem Bildhauer Detlef Herrmann.

## Gegenwart
Beim Elbhochwasser im August 2002 wurden trotz der Nähe zum Fluss nur Teile des Stadtteils überflutet. Der alte Dorfkern und damit wesentliche Teile des Orts liegen erhöht. Kleinzschachwitz wurde von der Elbe eingeschlossen.

## Persönlichkeiten
Söhne und Töchter der Gemeinde

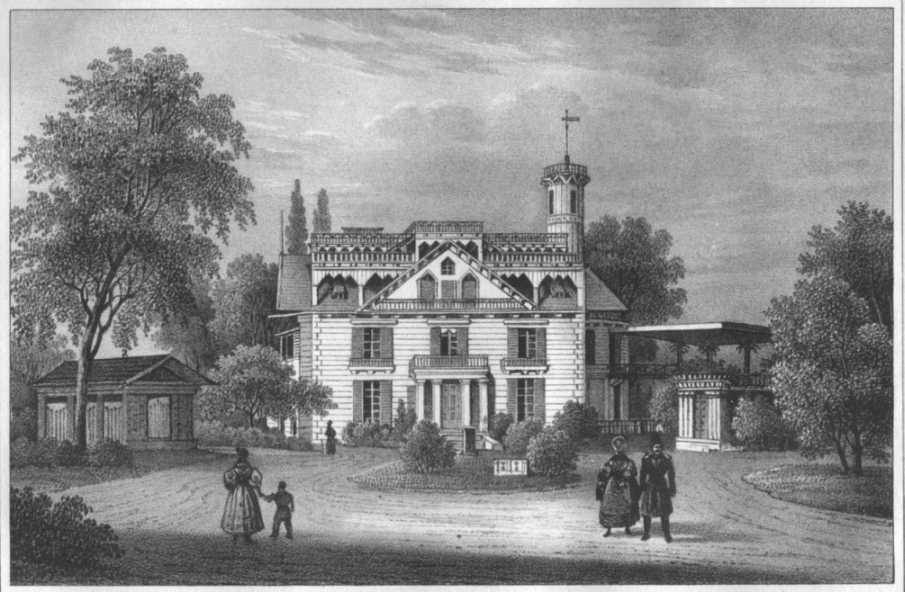
Die Storchennestvilla, das Landhaus von Putjatin in Kleinzschachwitz, um 1837

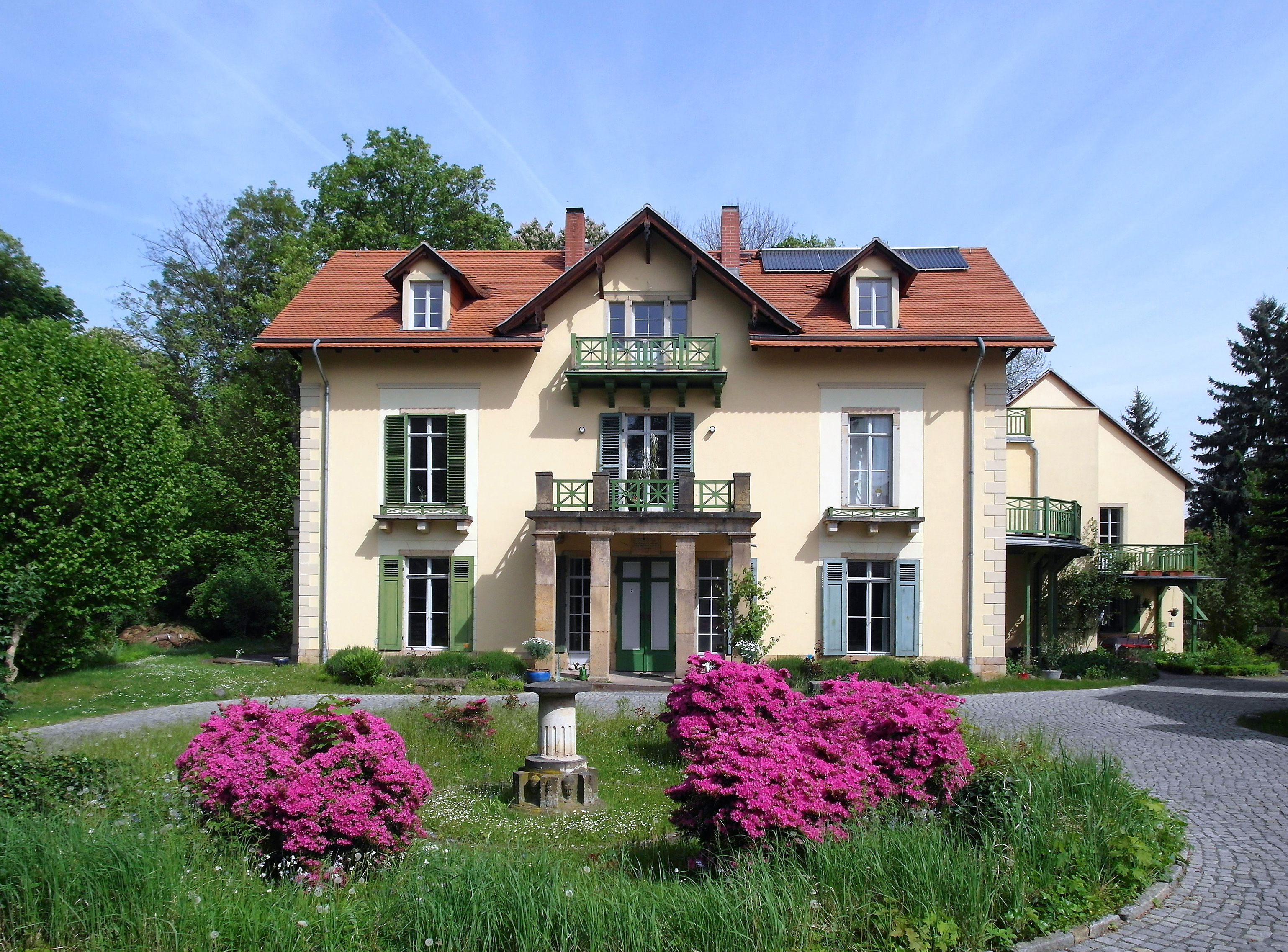
Die einstige Villa "Storchennest" des Fürsten Putjatin, Zustand 2014

- Walter Frenzel (1884–1970), Textiltechniker und Hochschullehrer
- Martin Weis (1907–1970), NSDAP-Politiker und SA-Führer
- Werner Friese (1946–2016), Fußballtorwart

Persönlichkeiten, die vor Ort gewirkt haben
- Nikolai Abramowitsch Putjatin, auch: Putiatin, Puttiatin und Poutiatine (1749–1830), lebte in seinem Landhaus in Kleinzschachwitz als Menschenfreund, Stifter, Philosoph und liebenswerter Sonderling. Er gründete 1823 die erste Schule für die Kinder von Kleinzschachwitz, das heutige Putjatinhaus.
- Gräfin Elisabeth Karlowna von Sievers (11. August 1746 in Sankt Petersburg – 1818) begeisterte Giacomo Casanova, heiratete aber ihren Cousin Jacob Sievers, der den Nordwesten des heutigen Russlands verwaltete und den Sieverskanal zwischen den Flüssen Msta und Wolchow errichtete. Ihr zweiter Ehemann war Prinz Nikolai Putjatin.
- Therese Malten, geborene Therese Müller, (* 21. Juni 1855 in Insterburg; † 2. Januar 1930 in Neu-Zschieren bei Dresden) war eine deutsche Opernsängerin (Sopran). Ihren Wohnsitz hatte Malten von 1893 bis 1930 in Kleinzschachwitz bei Dresden. Die am Elbufer (gegenüber Schloss Pillnitz) gelegene Therese-Malten-Villa wurde von Bruno Müller im Stil der Neo-Renaissance errichtet.
- Anton Rubinstein (1829–1894), Komponist, Klaviervirtuose und Dirigent, verbrachte hier den Sommer 1892 (Gedenktafel Fanny-Lewald-Straße 1)
- Otto Försterling (1843–1904), Genre- und Landschaftsmaler
- Thomas Rosenlöcher (1947–2022), Schriftsteller
- Georg von Boddien (1850–1926), Porträt- und Genremaler.
- Oswin Hempel (1876–1965), Professor und Architekt
- Franz Hochmann (1861–1935), Tier- und Landschaftsmaler
- Walter Richard Rehn (1898–1951), Maler und Grafiker
- Irmgard Uhlig (1910–2011), Malerin und Bergsteigerin
- Ernst Hirsch (* 1936), Filmemacher